# Tumba de Ciro

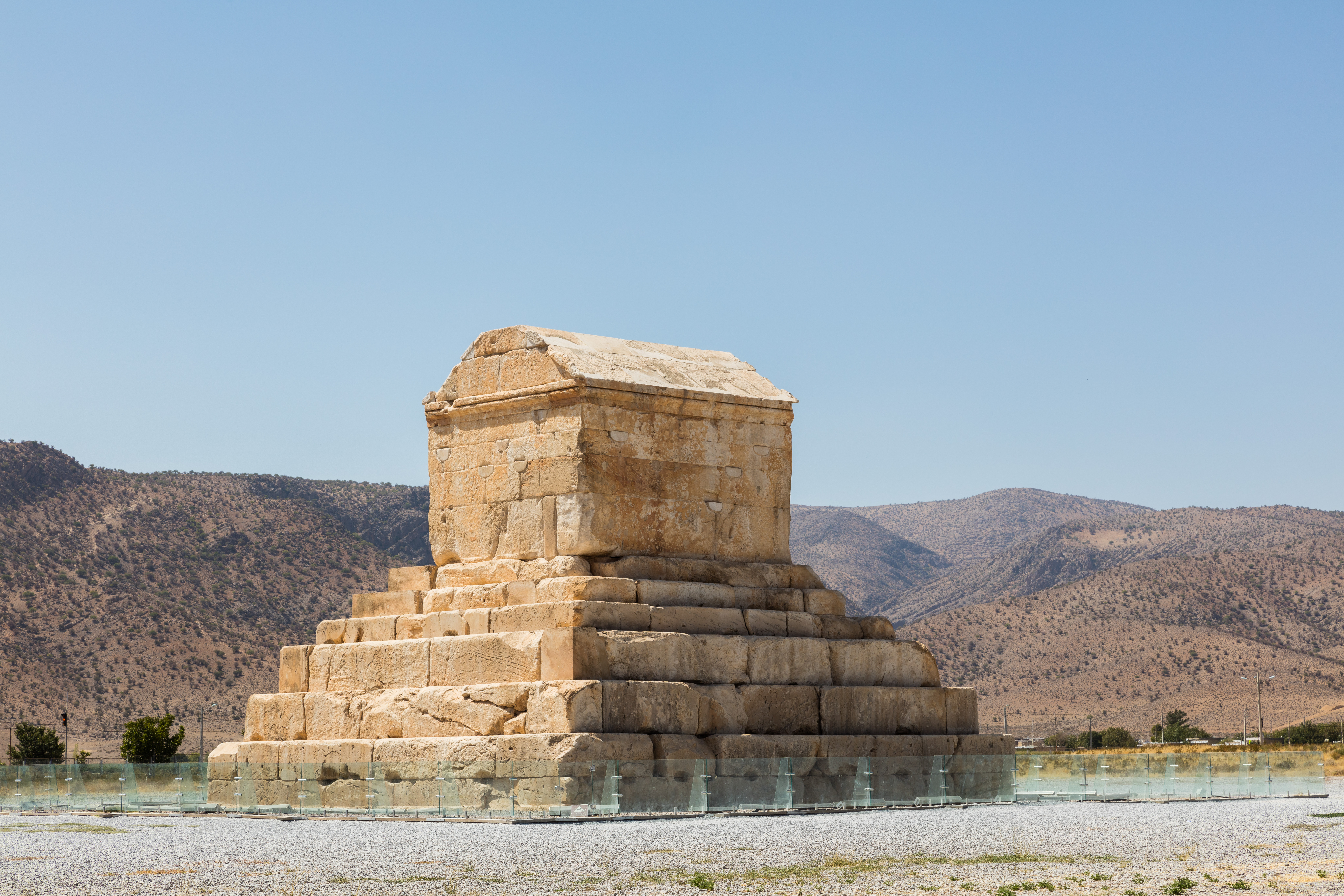
Tumba de Ciro, en Pasargada.

La tumba de Ciro es el lugar de sepultura de Ciro II el Grande del Imperio aqueménida, también llamado Ciro II de Persia; quien fue un shahenshah o emperador que fundó el primer Imperio persa bajo la dinastía aqueménida. Este imperio se extendió durante su reinado, pues conquistó la mayor parte del suroeste de Asia así como gran parte de Asia central, desde Egipto y el Helesponto hasta el río Indo, en el este, para crear la nación más extensa que hasta entonces se había visto. La tumba data del año 528 a. C., siendo la estructura con aislamiento sísmico más antigua que se conoce.

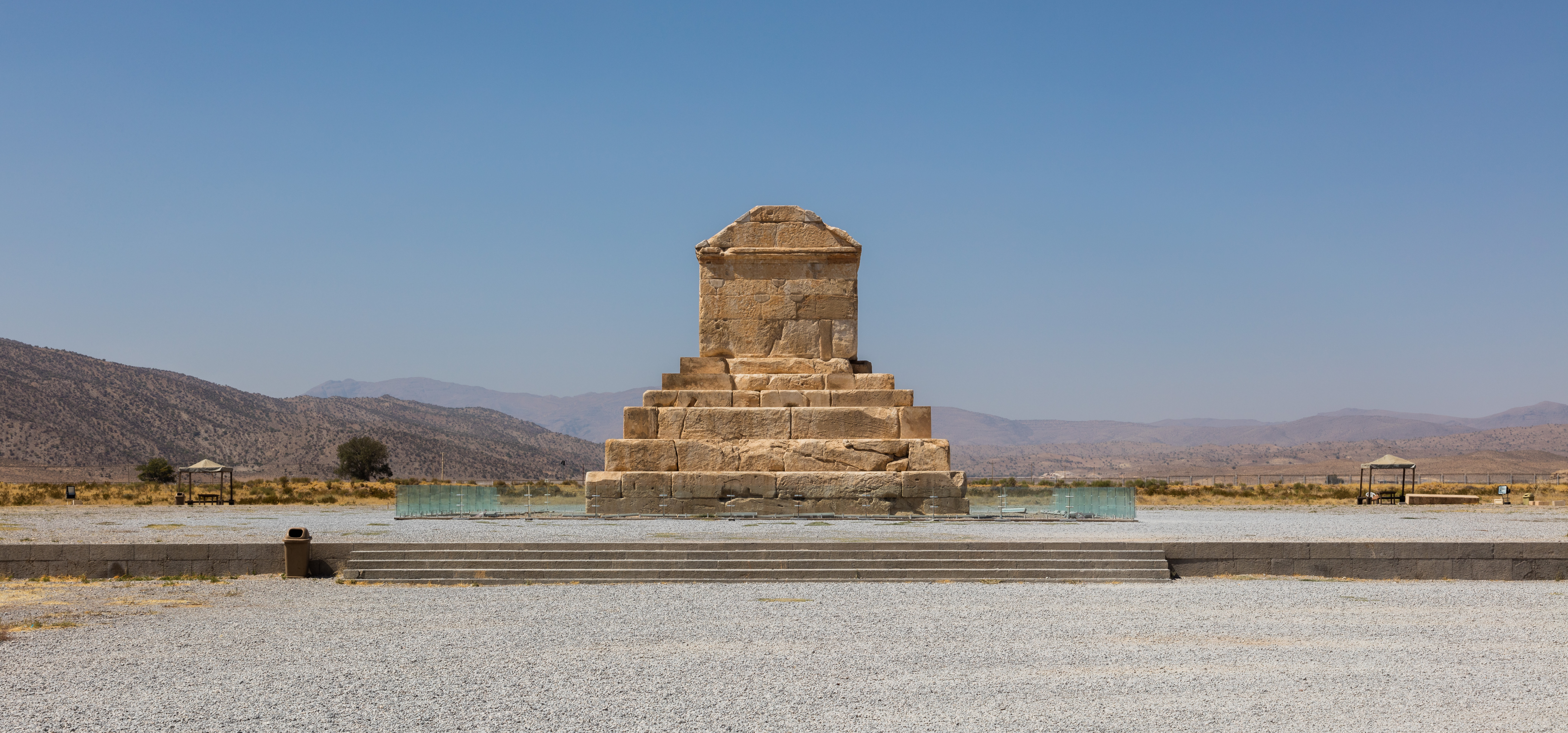
Vista frontal de la pequeña entrada.

La tumba de Ciro es uno de los dos modelos de tumbas que existieron en el arte persa del periodo aqueménida. Se encuentra ubicada en el valle de Pasargada en Irán. Edificada con bloques de piedra sobre un basamento escalonado. Carece de ornamentación, dominando la sencillez en el diseño. Los persas no se caracterizaron por tener una arquitectura funeraria como fue el caso de otras culturas como la egipcia. Su altura es de 11 metros. El interior era una sala rectangular de 3,17 m de longitud, 2,10 m de anchura y 2,10 m de altura. A esta sala conducía una puerta adintelada de 1,40 m de altura y 0,78 de anchura. El acceso a la tumba, inicialmente por dicha puerta, daba a una modesta cámara funeraria que se encontraba al fondo de un estrecho pasadizo.
Su arquitectura parece ser de inspiración frigia o lidia.
Toda la construcción está hecha con losas de arenisca cuidadosamente ajustadas con grapas. Según los autores antiguos, los soldados de Alejandro Magno penetraron en la tumba y descubrieron el cuerpo embalsamado de Ciro, con ricas vestiduras, extendido en un lecho cubierto de tapices preciosos, rodeado de vasijas de oro y de otras piezas valiosas.
La tumba de Ciro se transformó en mezquita en el siglo XI por los reyes Atabeg de Fars. En 1971, en cumplimiento de una orden del Servicio Arqueológico Iraní, cada elemento arquitectónico reutilizado en época posterior a la aqueménida se devolvió a la construcción original.
En Gur-e Dokhtar se halló una construcción parecida, que se ha atribuido a uno de los primeros reyes aqueménidas.
El otro modelo es el de la tumba de Darío I en Naqsh-e Rostam, excavada en roca como los hipogeos egipcios. Se trata de una edificación sencilla y de pequeño tamaño, que no llega a los 11 metros de alto en total. Se alza sobre un basamento construido con piedra caliza cuadrangular. La construcción de unos tres metros de largo presenta forma de edículo, con frontón y cubierta a dos aguas, relacionado con el arte griego de Asia Menor. La ornamentación es escasa. Se inspira en las construcciones funerarias de Lidia.